# Готика (фільм)
«Го́тика» (англ. Gothika) — американський трилер 2003 року режисера Матьє Кассовітца. Головну роль у фільмі зіграла Геллі Беррі.
Прем'єра фільму відбулась 13 листопада 2003 року в США, але в обмеженому прокаті. В широкий прокат картина вийшла 21 листопада. На виробництво картини було витрачено 40 мільйонів доларів, а світові збори склали понад 141 мільйонів доларів. На DVD фільм був виданий 23 березня 2004 року.
Слоган фільму: «Dr. Miranda Grey Is An Expert At Knowing What Is Rational, What Is Logical, What Is Sane… Until The Day She Woke Up On The Other Side.»

## Сюжет
Міранда Грей (Геллі Беррі) разом зі своїм чоловіком Дугласом працює в психіатричній лікарні для злочинців, визнаних неосудними. На початку фільму вона розмовляє з дівчиною на ім'я Клоі (Пенелопа Крус), яка вбила власного вітчима. Клоі стверджує, що в лікарні вона піддається сексуальному насильству, проте Міранда вважає, що це фантазії, своєрідна проєкція на реальність того насильства, яке вчиняв над дівчиною вітчим.
Того ж вечора на безлюдній дорозі під проливним дощем Міранда ледь не збиває дівчину, що стоїть на шосе. В останній момент вона вивертає кермо і відлітає в кювет. Коли вона вилазить з розбитої машини, дівчина все ще стоїть на шосе, Міранда торкається до неї, в ту ж мить дівчину охоплює полум'я і вона зникає, а Міранда виявляється в лікарняній піжамі в «скляній коробці» (англ. glass box, камера для пацієнта зі скляною стіною і дверима) її ж лікарні. Вона зовсім не пам'ятає, як сюди потрапила і чому. Колишній колега і друг Міранди доктор Піт Грем (Роберт Дауні мол.) Розповідає про те, що з нею сталося. З'ясовується, що у неї був дуже довгий провал в пам'яті, під час якого вона вбила чоловіка сокирою, і тільки завдяки їхньому другу шерифу Райану її визнали неосудною і відправили в ту ж лікарню, де вона до цього працювала. Ніхто з колег, які тепер лікують її, не вірять, що вона не божевільна, і Міранда розуміє, що знайти правду вона може тільки зробивши втечу.
Тим часом навколо Міранди кояться дивні події, які вона не може пояснити своїм прагматичним розумом. До неї постійно являється привид тієї дівчини, яку вона ледь не збила на шосе. У душовій вона завдає їй кілька порізів скальпелем, з яких складаються літери «Not Alone» (англ. не один, не самотній). До цього ту ж фразу привид написав на запітнілому склі камери, і ця ж фраза була написана кров'ю на дверях до спальні, поряд з якою був убитий Дуглас. На довершення всього в лікарні постійно трапляються перебої з електрикою, причини яких з'ясувати не вдається.
Під час бесіди з директором лікарні Парсонсом Міранда бачить в його кабінеті портрет дівчини, яку ледве не збила на шосе. Виявляється, що це дочка Парсонса Рейчел, яка деякий час тому покінчила життя самогубством. Раціональний розум Міранди поступово схиляється до думки, що навколо існує щось, не з'ясовне сучасною наукою. Коли привид з'являється наступного разу, вона звертається до нього по імені і як доказ просить відкрити двері її камери. В ту ж мить клацає замок і двері відчиняються.
Міранда таємно пробирається в кабінет доктора Піта Грема, щоб добути ключі від усіх дверей лікарні. На комп'ютері Піта, на одній з відеокамер служби безпеки, вона несподівано бачить Рейчел в коридорі, де знаходяться одиночні камери. Вона розуміє, що це знак, і біжить туди. Через вузьке віконце одиночної камери, де сидить Клоі, вона бачить сцену насильства, яке чинить над Клоі чоловік, обличчя якого вона не бачить, але встигає розглянути татуювання у нього на грудях. На татуюванні зображено охоплена вогнем жінка (Anima Sola). Міранда кличе на допомогу, і її захоплює охорона.
У бесіді з доктором Гремом, її нині лікарем-куратором, Міранда намагається розповісти йому про все, що побачила, проте доктор Грем вважає охоплену полум'ям жінку архетипічним образом, який відображає нинішній душевний стан Міранди і є її фантазією.
Міранда сидить в одиночці, коли до неї знову являється привид і починає по-звірячому бити, б'ючи об стіни камери. Коли прибігає медсестра та охорона, вони знаходять Міранду, яка лежить на підлозі непритомна. Міранда отямилася, та з несподіваною силою відштовхує охоронця, відбирає у медсестри ключі і кидається бігти. Після довгої погоні їй вдається сховатися від переслідувачів і дістатися до вахти, де чергує знайомий охоронець, який випускає її назовні і дає ключі від власної машини.
Міранда їде на машині куди дивляться очі, але привид, який виявляється на задньому сидінні, бере керування в свої руки і на швидкості 100 миль на годину з порушенням всіх мислимих правил руху, привозить машину до будинку, де був убитий Дуглас. Міранда заходить в будинок, і там на неї накочують галюцинації, в яких вона з боку спостерігає події того вечора, коли був убитий її чоловік. Вона розуміє, що чоловіка її руками вбив привид, що вселився в неї, але поки не розуміє причину вбивства.
Уболіваючи про покійного чоловіка, Міранда розглядає фотографію, на якій вони з Дугласом зняті на тлі їх заміського будинку на ранчо Віллоу Крік. Останнім часом Дуглас часто пропадав на ранчо, займаючись ремонтом будинку. Міранді приходить в голову думка, що розгадка може ховатися саме там, і вона їде на ранчо. Приїхавши в Віллоу Крік Міранда оглядається навколо, зупинивши свій погляд на амбарі, а потім прямує туди. У амбарі, заваленому старим мотлохом без будь-яких ознак людської присутності, вона зауважує недавно розкриту коробку від відеокамери та дверцята льоху, який нещодавно хтось відкривав. Спустившись в льох, Міранда виявляє там добре обладнану студію для зйомки порнофільмів, включаючи цифрову камеру на штативі, ліжко з кайданами і різну садомазохістську атрибутику. У камері все ще стоїть касета зі знятим недавно фільмом. Міранда включає перегляд і бачить садистську сцену, де ґвалтівником виступає її чоловік Дуглас. Міранда розуміє, що її чоловік, якого всі навколишні вважали шановним доктором, насправді був жорстоким маніяком-вбивцею.
Через деякий час в підвалі з'являється поліція, яка йде по сліду Міранди. Міранду заарештовують і попутно виявляють у підвалі понівечену, але ще живу жертву з останнього порнофільму. Деякі ознаки вказують на те, що у Дугласа був спільник, і що сакраментальна фраза примари «Not Alone» означала, що злочинець діяв не один, а не те, що жертва була не єдиною, як думала раніше Міранда.
Міранда виявляється в камері поліцейської дільниці. Вночі до неї заходить шериф Райан. Він просить Міранду дати психологічний портрет спільника. Міранда малює дуже точний і вкрай непривабливий образ, що виводить шерифа з себе і він зізнається, що сам був спільником і учнем її чоловіка, і першу дівчину його найкращий друг Дуглас убив у 15-річному віці. Міранда розуміє, що не вийде з дільниці живою. Зав'язується сутичка, під час якої через розстебнуту сорочку Міранда бачить на грудях шерифа татуювання у вигляді палаючої у вогні жінки.
У цей час у поліцейській дільниці гасне світло, як це зазвичай буває при появі привиду. Міранда кидається бігти і намагається сховатися під столом, де вона знаходить пістолет. Шериф переслідує її, розстрілюючи з дробовика монітори та іншу офісну техніку. У цей момент привид Рейчел являється шерифу і відволікає його від Міранди. Вражений шериф впізнає в ній одну зі своїх попередніх жертв і намагається застрелити її, викликавши спалах газу з раніше пошкодженої пострілом труби. Це дає Міранді час, щоб вистрілити в охопленого полум'ям шерифа. Після сутички з'являється доктор Грем і просить вибачення у Міранди за те, що не вірив їй.
У світлі виявлених обставин Міранду і Клоі визнають осудними, виправдовують і випускають з лікарні. Вони тепло прощаються на нічній вулиці. Клоі говорить Міранді, що вона відкрила двері в потойбічний світ і тепер не зможе її закрити. Міранда сприймає це твердження з гумором. Клоі сідає в таксі і їде. Міранда йде по нічній вулиці і раптом бачить стоячого посередині дороги хлопчика. Коли пожежна машина, яка повинна була неминуче збити хлопчика, просто проходить крізь нього, стає зрозумілим, що історія відносин Міранди з привидами ще не закінчена. В останніх кадрах фільму великим планом показується листівка, що висить на стовпі «Зникла дитина» з портретом хлопчика, якого бачила Міранда на дорозі кілька секунд тому.

## В ролях
- Геллі Беррі — Міранда Ґрей (англ. Miranda Grey)
- Роберт Дауні (молодший) — Піт Грехам (англ. Pete Graham)
- Чарльз Даттон — Док. Дуглас Ґрей (англ. Dr. Douglas Grey)
- Джон Керролл Лінч — Шерифф Райан (англ. Sheriff Ryan)
- Бернард Гілл — Філ Парсонс (англ. Phil Parsons)
- Пенелопа Крус — Клої Сава (англ. Chloe Sava)

## Нагороди і номінації
На даний час фільм «Готика» має 1 нагороду і ще 7 номінацій, що залишились без перемог. Нижче перераховані основні нагороди і номінації. Повний список див. на IMDb.com [Архівовано 8 листопада 2010 у Wayback Machine.].

### Номінації
- MTV Movie Awards
  - 2004 — Найкраща жіноча роль (Геллі Беррі)

## Цікаві факти
- Під час зйомок сцени, де Роберт Дауні (молодший) вивертає Геллі Беррі руку, актриса зламала зап'ястя. Роберт значно перестарався, вжившись у роль.
- Головною темою фільму є пісня гурту Limp Bizkit «Behind Blue Eyes». В кліпі, внаслідок активно розкрученим на MTV, використані кадри з фільму за участю Геллі Беррі.